# 石綿文太
石綿 文太（いしわた ぶんた、1994年11月25日 - ）は、日本の俳優である。
元ジュネス企画所属。東京都出身。身長165cm。
現在はNPO法人ひとまき理事。実業家。

## 出演

### テレビドラマ
- ラスト・プレゼント（2005年、テレビ朝日） - 神崎健児（幼少） 役
- オトコの子育て（2007年、テレビ朝日）

### テレビ番組
- ほんとにあった怖い話
- 『ぷっ』すま
- ダウンタウンのガキの使いやあらへんで!!
- 親と子のテレビスクール

### 映画
- あおげば尊し
- ファンタスティポ

### ショートフィルム
- カナリア
- ジェニファー&ハロルド
- 僕のおかあさん
- 狂気な組長
- ほんの贅沢三昧
- 夏美のなつ〜いちばんきれいな夕日〜 - タケル 役

### CM
- コニシ ボンドウルトラ多用途SU
- アイシン精機
- CookDo中華の本気編 麻婆茄子